# معماری شبکه

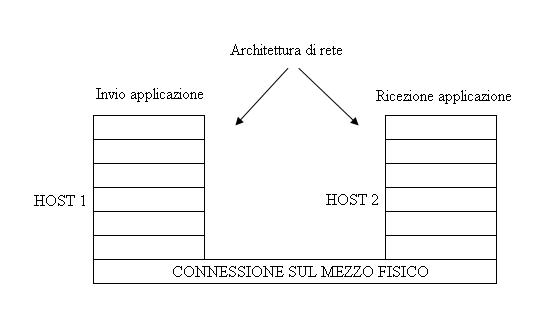
ساختار معماری شبکه

معماری شبکه ساختمان درونی یک شبکه کامپیوتری از جمله سخت‌افزار لایه‌های عملیاتی و پروتکل‌ها است، که در برقراری ارتباط و تضمین انتقال قابل اعتماد اطلاعات مورد استفاده قرار می‌گیرد. 
معماری شبکه‌ها برای فراهم کردن استانداردهای فلسفی و فیزیکی برای پیچیدگی‌های تثبیت پیوندهای ارتباطی و انتقال اطلاعات بدون هر گونه تداخل طراحی می‌شود. معماری‌های مختلفی برای شبکه‌ها وجود دارد، از جمله مدل هفت لایه‌ای (OSI Open Systems Interconnection) که یک مدل بین‌المللی است.